# الجامع الكبير (الشحر)
الجامع الكبير في مدينة الشحر أو جامع مدينة الشحر في حارة القرية، يعد أول مسجد بني في حضرموت، بناه أهالي مدينة الشحر في سنة 10 هـ بعد إسلامهم وعودتهم إلى وطنهم حيث شاركوا في عام الوفود ضمن وفود اليمن إلى النبي محمد في المدينة المنورة سنة 9 هـ.

## التاريخ
جدد عمارة الجامع في سنة 207 هـ الشيخ محمد عبد العليم باصديق أحد تجار الشحر، وفي سنة 571 هـ قام الفقيه عبد الله بن سعيد الشحري بالتكفل بأعمال تجديد الجامع، وفي سنة 782 هـ أمر أمير الدولة الرسولية محمد بن الحاجب بتجديد جامع مدينة الشحر، واستمر تجديد المسجد بشكل مستمر حيث جدد سنة 846 هـ على يد الشيخ أحمد بن قضيمتي، وقيام القاضي عبد الله بن محمد بن عبسين سنة 900 هـ بتجديد المسجد، وفي سنة 934 هـ قام عبد الله بن عبد الرحمن بن الفقيه والشيخ إسماعيل الكرامي بتوسعة المسجد وبناء مصلى للنساء.
أعاد حسين بن محمد بن سهل بناء الجامع وتوسعته وبناء منارة له في سنة 1220 هـ، وفي سنة 1385 هـ تم تجديد المسجد وتحديث البناء وإدخال الكهرباء، في عام 1996 اعتمدت رئاسة الجمهورية اليمنية ميزانية لترميم المسجد وبناء سقف لصرح المسجد.